# 康契欽縣
康契欽縣（英語：Koochiching County）是美国明尼蘇達州北部的一個縣份，北鄰加拿大，面積8,170平方公里。根據2020年美國人口普查，共有人口12,062人。縣治國際瀑布城（International Falls）。該縣成立於1906年12月19日，縣名來自奥吉布瓦语對雷尼湖的稱呼。